# Фехтування на літніх Олімпійських іграх 1924
Олімпійський турнір з фехтування 1924 року пройшов у рамках VIII Олімпійських ігор у Парижі, Франція.

## Медальний залік
| Місце | Країна                | Золото | Срібло | Бронза | Загалом |
| ----- | --------------------- | ------ | ------ | ------ | ------- |
| 1     | Франція (FRA)         | 3      | 3      | 0      | 6       |
| 2     | Бельгія (BEL)         | 1      | 2      | 1      | 4       |
| 3     | Угорщина (HUN)        | 1      | 1      | 2      | 4       |
| 4     | Данія (DEN)           | 1      | 0      | 1      | 2       |
| 4     | Італія (ITA)          | 1      | 0      | 1      | 2       |
| 7     | Велика Британія (GBR) | 0      | 1      | 0      | 1       |
| 8     | Нідерланди (NED)      | 0      | 0      | 1      | 1       |
| 8     | Швеція (SWE)          | 0      | 0      | 1      | 1       |

## Медалісти
Чоловіки
| Змагання                  | Золото | Срібло | Бронза |
| ------------------------- | --- | --- | --- |
| Шпага, особиста першість  | Шарль Дельпорт · Бельгія | Роже Дюкре · Франція                                                                                                 | Нільс Гельстен · Швеція                                                                                                 |
| Шпага, командна першість  | Франція (FRA) Люсьєн Годен Жорж Бюшар Роже Дюкре Андре Лабатю Ліонель Ліоттель Александр Ліппманн Жорж Тентюр'є                         | Бельгія (BEL) Поль Анспах Джозеф де Крекер Шарль Дельпорт Фернан де Монтіньї Ернест Гаверс Леон Том                  | Італія (ITA) Джуліо Баслетта Марчелло Бертінетті Джованні Канова Вінченцо Кучча Вірджіліо Мантегацца Оресте Морікка     |
| Рапіра, особиста першість | Роже Дюкре · Франція | Філіпп Катьйо · Франція                                                                                              | Моріс ван Дамм · Бельгія                                                                                                |
| Рапіра, командна першість | Франція (FRA) Люсьєн Годен Філіпп Катьйо Жак Кутро Роже Дюкре Анрі Жоб'є Андре Лабатю Гі де Люже Жозеф Перото                           | Бельгія (BEL) Дезіре Борен Чарльз Крехей Фернан де Монтіньї Моріс ван Дамм Марсель Берре Альберт де Рукер            | Угорщина (HUN) Ласло Берті Шандор Пошта Золтан Шенкер Одьон Терстянські Іштван Ліхтенекерт                              |
| Шабля, особиста першість  | Шандор Пошта · Угорщина | Роже Дюкре · Франція                                                                                                 | Янош Гарай · Угорщина                                                                                                   |
| Шабля, командна першість  | Італія (ITA) Ренато Ансельмі Гвідо Бальцаріні Марчелло Бертінетті Біно Біні Вінченцо Кучча Оресте Морікка Оресте Пуліті Джуліо Сарроккі | Угорщина (HUN) Ласло Берті Янош Гарай Шандор Пошта Йожеф Ріді Золтан Шенкер Ласло Сечі Одьон Терстянські Єне Углярик | Нідерланди (NED) Адріанус де Йонг Єце Дорман Гендрік Схерпенхейзен Ян ван дер Віл Мартен ван Дулм Анрі Вейнолді-Деніелс |

Жінки
| Змагання                  | Золото              | Срібло                         | Бронза               |
| ------------------------- | ------------------- | ------------------------------ | -------------------- |
| Рапіра, особиста першість | Еллен Осієр · Данія | Гледіс Девіс · Велика Британія | Грете Хекшер · Данія |